# Fratello, dove sei? (colonna sonora)
Fratello, dove sei? (titolo originale O Brother, Where Art Thou?) è la colonna sonora dell'omonimo film statunitense del 2000 scritto, diretto e prodotto dai fratelli Coen ed interpretato da George Clooney, John Turturro, Tim Blake Nelson e John Goodman.

## Il disco
Il disco, prodotto da T Bone Burnett, utilizza diversi generi musicali come bluegrass, country, gospel, blues, musica popolare con l'eccezione di alcuni brani d'epoca, tra cui Big Rock Candy Mountain di Harry McClintock, brano datato 1928.
L'album è uscito nel dicembre 2000, venendo poi ripubblicato nell'agosto 2011.

## Tracce
1. James Carter and the Prisoners – Po' Lazarus – 4:31 (tradizionale)
2. Harry McClintock – Big Rock Candy Mountain – 2:16 (Harry McClintock)
3. Norman Blake – You Are My Sunshine – 4:26 (Jimmie Davis, Charles Mitchell)
4. Alison Krauss – Down to the River to Pray – 2:55 (tradizionale)
5. Soggy Bottom Boys & Dan Tyminski – I Am a Man of Constant Sorrow (radio station version) – 3:10 (Dick Burnett)
6. Chris Thomas King – Hard Time Killing Floor Blues – 2:42 (Skip James)
7. Norman Blake – I Am a Man of Constant Sorrow (strumentale) – 4:28 (Burnett)
8. The Whites – Keep On the Sunny Side – 3:33 (Ada Blenkhorn, J. Howard Entwisle)
9. Alison Krauss & Gillian Welch – I'll Fly Away – 3:57 (Albert E. Brumley)
10. Emmylou Harris, Alison Krauss, Gillian Welch – Didn't Leave Nobody but the Baby – 1:57 (tradizionale)
11. Leah, Sarah, and Hannah Peasall – In the Highways – 1:35 (Maybelle Carter)
12. The Cox Family – I Am Weary, Let Me Rest – 3:13 (Pete Roberts)
13. John Hartford – I Am a Man of Constant Sorrow (strumentale) – 2:34 (Burnett)
14. Ralph Stanley – O Death – 3:19 (tradizionale)
15. Soggy Bottom Boys & Tim Blake Nelson – In the Jailhouse Now – 3:34 (Blind Blake, Jimmie Rodgers)
16. Soggy Bottom Boys & Dan Tyminski – I Am a Man of Constant Sorrow (con banda) – 4:16 (Burnett)
17. John Hartford – Indian War Whoop (strumentale) – 1:30 (Hoyt Ming)
18. The Fairfield Four – Lonesome Valley – 4:07 (tradizionale)
19. The Stanley Brothers – Angel Band – 2:15 (tradizionale)

## Vendite
Il CD della colonna sonora di Fratello, dove sei? è stato certificato otto volte disco di platino dalla RIAA nell'ottobre 2007, avendo venduto oltre otto milioni di copie. Ha raggiunto la vetta della classifica Billboard 200.

## Premi
Ha vinto ai Grammy Awards 2002 nella categoria album dell'anno. Inoltre due brani del disco (Man of Constant Sorrow e O, Death) hanno trionfato nelle categorie "miglior collaborazione country vocale" e "miglior interpretazione vocale maschile".